# Anne av Pfalz-Simmern

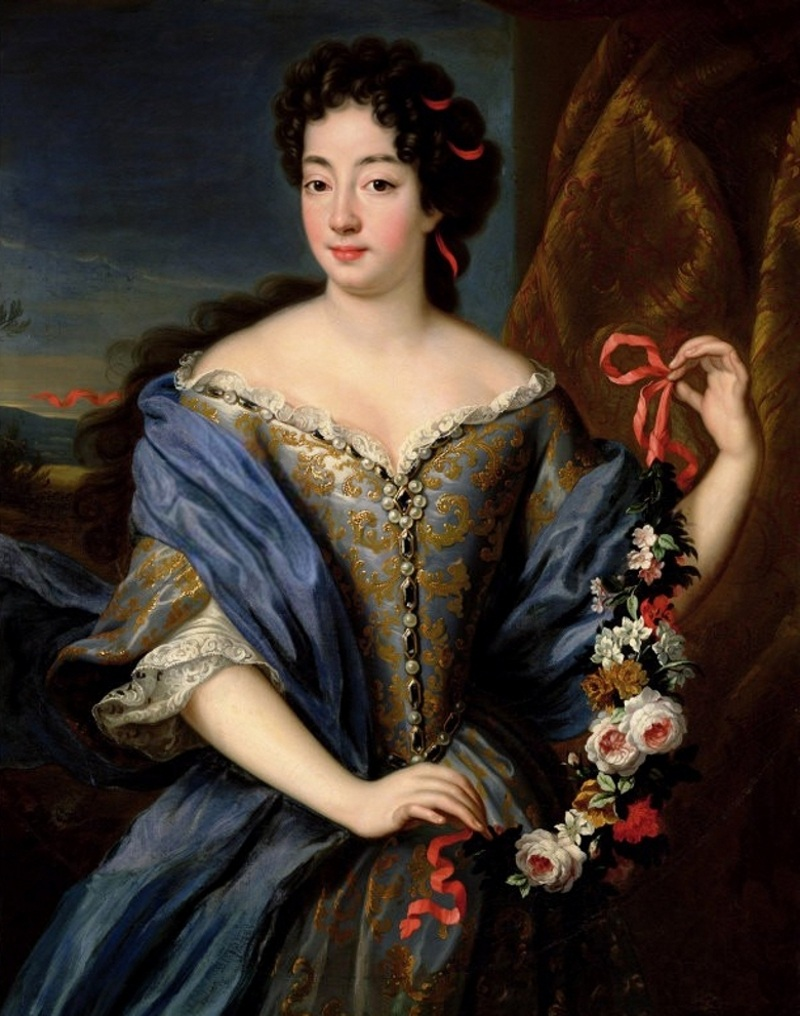
Anne Henriette av Pfalz-Simmern

Anne Henriette Julie av Pfalz-Simmern, i Frankrike kallad Anne av Bayern, född 13 mars 1648 i Paris, död 23 februari 1730 i Paris, var en fransk prinsessa, prinsessa de Condé; gift 11 december 1663 på Louvren med Henrik III Jules av Bourbon.
Hon var hertiginna av Enghien från vigseln till 1684, då hon blev prinsessa av Condé. År 1708 ärvde hon personligen titeln furstinna av Arches. Hon var dotter till greve Edvard av Pfalz-Simmern och Anna Gonzaga. Hennes make led av en psykisk sjukdom, klinisk lykantropi, trodde sig vara en varulv och brukade drabbas av vredesutbrott då han misshandlade både henne och deras barn. Anne Henriette beskrivs som religiös, generös och intresserad av välgörenhet och beundrades vid hovet för sitt stöd åt sin instabile make.